# Grammy Awards 1981
La 23ª edizione dei Grammy Awards si è svolta il 25 febbraio 1981 presso la Radio City Music Hall di New York.
Christopher Cross è diventato in questa edizione il primo artista a vincere tutte e quattro le categorie generali in una sola edizione.

## Vincitori e candidati

### Categorie principale

#### Registrazione dell'anno
- Sailing - Christopher Cross; Michael Omartian (produttore)
- The Rose - Bette Midler; Paul A. Rothchild (produttore)
- Lady - Kenny Rogers; Lionel Richie (produttore)
- Theme from New York, New York - Frank Sinatra; Sonny Burke (produttore)
- Woman in Love - Barbra Streisand; Gibb-Galuten-Richardson (produttore)

#### Canzone dell'anno
- Sailing, scritta e cantata da Christopher Cross
- Fame, scritta da Michael Gore e Dean Pitchford, cantata da Irene Cara
- The Rose, scritta da Amanda McBroom, cantata da Bette Midler
- Lady, scritta da Lionel Richie, cantata da Kenny Rogers
- Theme from New York, New York, scritta da John Kander e Fred Ebb, cantata da Frank Sinatra
- Woman in Love, scritta da Barry Gibb e Robin Gibb, cantata da Barbra Streisand

#### Album dell'anno
- Christopher Cross - Christopher Cross
- Glass Houses - Billy Joel
- The Wall - Pink Floyd
- Trilogy: Past Present Future - Frank Sinatra
- Guilty - Barbra Streisand

#### Miglior artista esordiente
- Christopher Cross
- Irene Cara
- Robbie Dupree
- Amy Holland
- The Pretenders

### Country

#### Miglior canzone country
- On the Road Again - Willie Nelson

### Pop

#### Miglior interpretazione pop vocale femminile
- Bette Midler - The Rose
- Irene Cara - Fame
- Olivia Newton-John - Magic
- Barbra Streisand - Woman in Love
- Donna Summer - On the Radio

#### Miglior interpretazione pop vocale maschile
- Kenny Loggins - This Is It
- Christopher Cross - Christopher Cross
- Kenny Rogers - Lady
- Paul Simon - Late in the Evening
- Frank Sinatra - Theme from New York, New York

#### Miglior interpretazione pop vocale di un gruppo/duo
- Guilty - Barbra Streisand & Barry Gibb

### Produzione e ingegneria del suono

#### Produttore dell'anno, non classico
- Phil Ramone
- Quincy Jones
- Michael Omartian
- Queen e Reinhold Mack
- Stevie Wonder

### R&B

#### Miglior canzone R&B
- Never Knew Love like This Before, scritta da Reggie Lucas e James Mtume, eseguita da Stephanie Mills
- Upside Down, scritta da Nile Rodgers e Bernard Edwards, eseguita da Diana Ross
- Let's Get Serious, scritta da Lee Garrett e Stevie Wonder, eseguita da Jermaine Jackson
- Shining Star, scritta da Leo Graham e Paul Richmond, eseguita da The Manhattans
- Give Me the Night, scritta da Rod Temperton, eseguita da George Benson

### Rock

#### Miglior interpretazione rock vocale femminile
- Pat Benatar - Crimes of Passion
- Joan Armatrading – How Cruel
- Marianne Faithfull – Broken English
- Linda Ronstadt – How Do I Make You?
- Grace Slick – Dreams

#### Miglior interpretazione rock vocale maschile
- Billy Joel - Glass Houses
- Jackson Browne – Boulevard
- Kenny Loggins – I'm Alright
- Paul McCartney – Coming Up
- Bruce Springsteen – Devil with the Blue Dress / Good Golly Miss Molly / Jenny Take a Ride

#### Miglior interpretazione rock vocale di un gruppo/duo
- Bob Seger and the Silver Bullet Band - Against the Wind
- Blondie – Call Me
- Pink Floyd – The Wall
- The Pretenders – Brass in Pocket
- Queen – Another One Bites the Dust